# M. K. Ranjitsinh

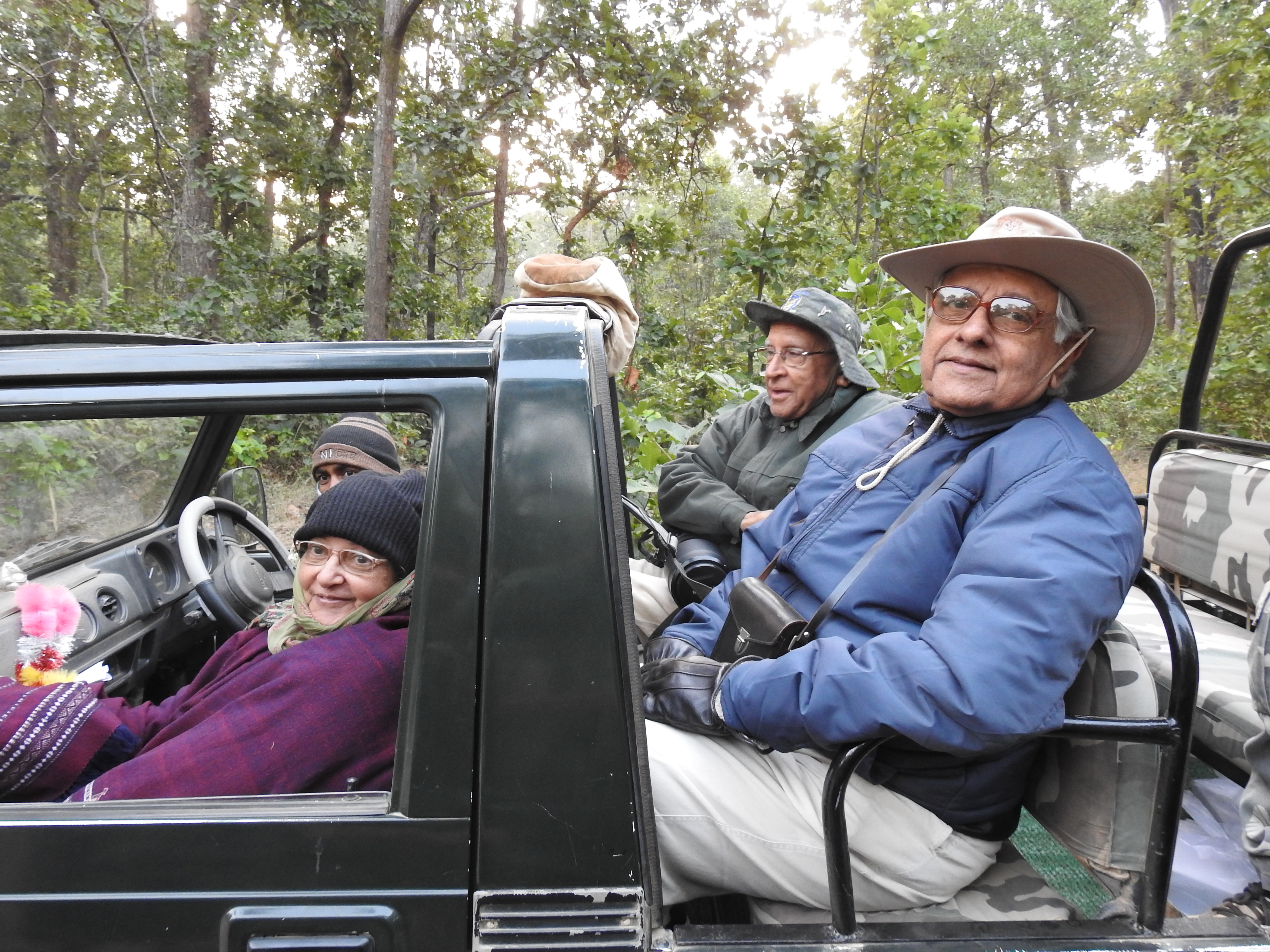
M. K. Ranjitsinh (hinten rechts) und sein Cousin Divyabhanusinh (vorne rechts) (2018)

M. K. Ranjitsinh Jhala (Hindi एम-के-रंजीतसिंह; * 19. Februar 1939, nach anderen Quellen am 19. Februar 1938) ist ein indischer Naturschützer und Autor.

## Leben
Ranjitsinh ist ein Spross der Jhala-Dynastie aus dem Fürstenstaat Wankaner in der Region Saurashtra im heutigen Bundesstaat Gujarat. Er ist ein Cousin des bekannten Naturschützers Divyabhanusinh (* 1941). Nach seinem Abschluss am Rajkumar College in Rajkot (1954)  und seiner Ausbildung am St. Stephen’s College in Delhi wurde er 1961 für den Indian Administrative Service (IAS) ausgewählt. Als Sammler im Distrikt Mandla im Bundesstaat Madhya Pradesh in den Jahren 1967 bis 1970 half er, den zentralindischen Barasingha vor dem Aussterben zu bewahren. 1971 wurde Ranjitsinh als stellvertretender Sekretär für Wälder und Wildtiere in das Ministerium für Ernährung und Landwirtschaft nach Delhi versetzt, wo er einer der Hauptarchitekten des Wildlife (Protection) Act von 1972 wurde. Auch danach war er an jeder bedeutenden Änderung des Gesetzes beteiligt, selbst nach seinem Ausscheiden aus dem Regierungsdienst im Jahr 1996.
Von 1973 bis 1975 war Ranjitsinh der erste Direktor der Behörde für den Schutz der Wildtiere im Umweltministerium von Indien, eine Position, die er von 1985 bis 1989 auch ein zweites Mal innehatte.
Ranjitsinh fungierte von 1975 bis 1980 als regionaler Naturschutz-Berater für die asiatische Region im Rahmen des Umweltprogramms der Vereinten Nationen (UNEP) in Bangkok, Thailand. Im Januar 1981 kehrte er nach Indien zurück und wurde Sekretär für Wälder und Tourismus, wo er als Kommissar für die Bhopal-Abteilung im Bundesstaat Madhya Pradesh zuständig war. Während seiner 4-jährigen Amtszeit richtete er 14 neue Schutzgebiete und 8 neue Nationalparks ein und verdoppelte die Fläche von drei bestehenden Nationalparks, sodass die geschützten Gebiete des Landes insgesamt um mehr als 9000 Quadratkilometer vergrößert wurden. 1982 wurde er mit der Dissertation Ecology and behaviour of the Indian blackbuck (Antilope cervicapra Linn.): with special reference to the Velavadar National Park, Saurashtra, India zum Ph.D. an der Saurashtra University promoviert. Mitte 1985 wurde er nach Delhi versetzt, wo er als Sekretär im neu geschaffenen Ministerium für Umwelt und Wälder für das „Project Tiger“ verantwortlich war. Von 1985 bis 1986 war er Vorsitzender des Ständigen Ausschusses des Washingtoner Artenschutzübereinkommens (CITES).
Ranjitsinh wurde zum indischen Beauftragten der Internationalen Walfangkommission ernannt und nahm an den jährlichen Vertragsstaatenkonferenzen in Bournemouth, England (1985), Malmö, Schweden (1987), Auckland, Neuseeland (1988) und San Diego, USA (1989) teil. Er war viele Jahre lang Vorsitzender des beratenden Forschungsausschusses des Wildlife Institute of India in Dehradun. Von 1989 bis 1990 war er nebenamtlicher Sekretär und Projektleiter des Ganga-Aktionsplans unter der Leitung des Ministeriums für Umwelt und Wälder. Von 1993 bis 1995 war er Vorsitzender der Narmada Valley Development Authority und von 1995 bis 1996 Generaldirektor des Council for Advancement of Peoples Action and Rural Technology (CAPART). M. K. Ranjitsinh schied im Februar 1996 aus dem Staatsdienst aus.
Ranjitsinh widmete sich auch nach seiner Pensionierung der Rettung bedrohter Tierarten, sei es bei der Planung der Umsiedlung des Asiatischen Löwen aus dem Gir Forest, der Wiederansiedlung des Geparden in den Grasländern Zentralindiens oder bei der Rettung des Kaschmirhirsches, des Manipur-Leierhirsches und der Kappentrappe vor dem Aussterben. 1982 benannte Colin Groves den Assam-Barasingha (Rucervus duvaucelii ranjitsinhi), die östliche Unterart des indischen Barasingha, zu Ehren von M. K. Ranjitsinh. 1997 leitete er eine Sondereinheit für den Tigerschutz in Indien unter der Leitung des WWF International mit Sitz im WWF-Büro in Delhi. Er war an den bedeutendsten Naturschutzinitiativen als Mitglied des National Board for Wildlife und dessen ständigem Ausschuss, als Vorsitzender der Biodiversitätsschutzbehörde von Madhya Pradesh (1998), als Mitglied der National Forest Commission (2003), als Vorsitzender des Wildlife Trust of India (2008 bis 2009) und als Mitglied des Project Cheetah für die Wiederansiedlung des Geparden in Indien beteiligt,  bei dem im Jahr 2022 erstmals seit der Ausrottung des Geparden in Indien im Jahr 1947 Geparde aus Afrika in Indien ausgewildert wurden.
Im Januar 2020 wurde Ranjitsinh vom Obersten Gerichtshof zum Leiter des Ausschusses ernannt, der die Nationale Behörde zur Erhaltung des Tigers (NTCA) bei der Wiederansiedlung des Geparden in Indien unterstützen soll.
M. K. Ranjitsinh hat zahlreiche Artikel und mehrere Bücher veröffentlicht, darunter The Indian Blackbuck (1989), Indian Wildlife (1995), Beyond the Tiger: Portraits of Asian Wildlife (1997), Goats on the border: A rapid assessment of the pir Panjal Markhor in Jammu and Kashmir, distribution, status and threats (2005), Rudyard Kipling: The Complete Verse (2008), A Life with Wildlife: From Princely India to the Present (2017) und Mountain Mammals of the World (2024).

## Auszeichnungen
Ranjitsinh erhielt 1979 den Orden der Goldenen Arche in Anerkennung seiner „herausragenden Arbeit für den internationalen Naturschutz sowohl in Indien als auch in Südostasien“.  1991 wurde er mit der „Global 500 Roll of Honour“ des Umweltprogramms der Vereinten Nationen (UNEP) „in Anerkennung herausragender praktischer Leistungen zum Schutz und zur Verbesserung der Umwelt“ ausgezeichnet.  Er erhielt den Maharaja Martand Singh Dev Trust Award (1996) und den Maharani Udai Singh of Mewar Award (1998) für seinen Beitrag zum Schutz von Wildtieren und der Umwelt.  2014 wurde ihm der Livetime Service Award der Sanctuary Nature Foundation zuerkannt.